# Konrad Böcker
Konrad Böcker, plným jménem Conrad Helmut Fritz Bücker (24. srpna 1870, Lipsko – 8. dubna 1936, Frankfurt nad Mohanem) byl německý sportovní gymnasta, účastník Letních olympijských her 1896 v Athénách, kde v soutěžích družstev na bradlech a na hrazdě získal dvě zlaté olympijské medaile.

## Životopis
O životě Konrada Böckera je známo velmi málo. Po návratu z olympijských her byla většina účastníků německého gymnastického družstva vyloučena z nacionalistické Německé asociace gymnastiky, protože se účastnila Her ve jménu „internacionálního přátelství národů“. Zároveň se nesměli účastnit národních soutěží, takže Böckerovo jméno figuruje jen na regionální úrovni. Ten zprvu závodil za Turngemeinde in Berlin a později odešel do družstva Turnverein Warnsdorf (dnešní Varnsdorf v České republice).

## Böcker na olympijských hrách 1896
Böckerův úspěch na olympiádě se váže pouze k hromadnému cvičení na bradlech, kde proti německému družstvu stála dvě družstva Řeků z Athén. Družstva musela zacvičit tříminutovou sestavu, přičemž rozhodčí hodnotili celkové provedení, náročnost cviků a jejich sladění do celku. Němci bezkonkurenčně získali zlaté medaile. Obdobné cvičení na hrazdě Řekové neobsadili vůbec a Němci získali olympijský titul prakticky zadarmo. Böcker ovšem soutěžil i na všech pěti jednotlivých nářadích, ale vesměs neúspěšně, ve výsledkových listinách jsou uváděna pouze pořadí medailistů.